# Riu Paranaíba
El riu Paranaíba és un riu que discorre, en sentit est-oest, pel centre-sud del Brasil i que constitueix la frontera natural entre els estats de Goiás (pel sud), Mines Gerais (per l'oest) i Mato Grosso do Sul (per l'est), així com de les regions Sud-est i Centre-Oest. Neix a 1.148 m d'altitud, al nord de la Serra da Canastra, en la Serra de Mata da Corda, pertanyent a Mines Gerais, i té una longitud total de 1.370 km Es pot dividir en tres trams: l'alt Paranaíba, que va des del seu naixement fins al quilòmetre 370; el Paranaíba mitjà, des d'aquest últim punt fins a l'embassament de Cachoeira Dourada; i el baix Paranaíba, des d'aquella fins a la seva confluència amb el riu Grande per a, junts, formar el Paraná.
En el curs mitjà rep afluents arribats del Centre-Oest (rius São Marcos i Corumbá) i recorre prop de 125 km per valls estretes i encaixades de marges escarpades. Aquest tram discorre per terrenys pertanyents al període Precambrià i correspon a la part del territori brasiler que destaca per la seva riquesa diamantífera, tant en el costat mineiro (de Mines Gerais) com en el costat goiano (de Goiás).
En penetrar el riu a l'altiplà basàltic, comencen a sorgir els aspectes que caracteritzen la major part del curs del Paraná en territori brasiler, com són l'existència de grans desnivells en altiplans escalonats, la qual cosa justifica que els cursos d'aigua presentin llargues tirades tranquil·les, interromputs per esglaons que conformen salts o trencades. El baix Paranaíba té una tirada molt tranquil·la amb pendent, i travessa una vall àmplia cap on flueixen els seus afluents goians, els rius Meia ponte i dos Bois. El Paranaíba assenyala el límit natural dels estats de Goiás i Mines Gerais a la zona del Triângulo Mineiro, i el de Minas Gerais i Mato Grosso do Sul, que, a més, és l'únic tram navegable durant 120 quilòmetres.